# N705i
FOMA N705i（フォーマ・エヌ なな まる ご アイ）は、日本電気（NEC）によって開発された、NTTドコモの第三世代携帯電話（FOMA）端末である。
本項ではカラーバリエーション追加モデルのFOMA N706iII（フォーマ・エヌ なな まる ろく アイ ツー）についても説明する。

## 概要
ドコモとNEC、そしてデザイン家電amadanaを展開するリアル・フリートとの協業により開発された。発売の約2年前から開発された。外観及び機能に関して、開発段階からamadanaは意見を出し、905シリーズとの違いはGPSに対応しない、1.7GHz帯に対応しない、ワンセグ録画に対応しない、解像度が低い事等少なく、705シリーズの中では高性能な端末になっている。P705iと同様にワンセグアンテナを内蔵している。
外部メモリーは規格上限の2GBまで（ドコモ発表）のmicroSDに対応。カメラ性能は、CMOS約200万画素を搭載。テレビカメラ用のサブカメラはCMOS約33万画素を搭載している。
筐体デザインは鄭秀和が代表をつとめるインテンショナリーズが行い、プリインストールされている着うたN705iの作曲をテイ・トウワが行ったため、兄弟協業になった。
サブディスプレイに1.6インチディスプレイを採用し、日本時間と日本国外の時間の同時表示が出来る様になっている。日本国外の時間以外に年月日やアラーム時間を表示することができる。
限定モデルN705i Limited Edition 5000も発売され、brownish woodの専用色の採用、電池ボックスへのシリアルナンバーの刻印、イヤホンマイクを付属して、専用の箱に入れられる。価格は6万3000円で、2007年12月1日より、5000台限定でリアル・フリートのサイトで予約を受け付け、2日足らずで予定数を完売している。発送は、通常モデルの販売時期に送られる。
また、地域限定色としてsakuraも発売も発表。発表当初は、東海・九州エリアを予定していたが、その後関西エリアでも発売されることが発表になった。
WORLD WINGのレンタル機種として、それまで使用していたN900iGの経年変化による劣化が出てきたため、その代替機として2008年6月から、N705i（アマダナホワイト）が使用されていたが、［2014年］1月31日でN705iも経年変化で劣化、サービス低下、ローミング標準対応機が普及したことでレンタル終了。今後は自分の端末でローミングすることになる。
2008年8月26日には、N705iの新色追加モデルを「N706iII」として8月30日に発売することも発表された。基本スペックはN705iと全く同じだが、ボディの質感は若干変更されている。ボディカラーはultimate sky、polish white、polish blackの3色。尚、型番を「N705iII」にしなかった理由は「706iシリーズが販売されている中で"705iII"では新しさがないため」としている。
| 主な対応サービス           | 主な対応サービス                    | 主な対応サービス                | 主な対応サービス                                           |
| -------------------------- | ----------------------------------- | ------------------------------- | ---------------------------------------------------------- |
| DCMX／おサイフケータイ     | うた・ホーダイ                      | 着うたフル／着うた              | デジタルオーディオプレーヤー（WMA）（AAC）（SDオーディオ） |
| 直感ゲーム／メガiアプリ    | Music&Videoチャネル／ビデオクリップ | GSM／3Gローミング（WORLD WING） | プッシュトーク                                             |
| FOMAハイスピード           | GPS／ケータイお探し                 | デコメール／デコメ絵文字        | iチャネル                                                  |
| 着もじ                     | テレビ電話／キャラ電                | 電話帳お預かりサービス          | フルブラウザ                                               |
| おまかせロック／バイオ認証 | 外部メモリーへiモードコンテンツ移行 | トルカ                          | iC通信／iCお引越しサービス                                 |
| きせかえツール／マチキャラ | バーコードリーダ／名刺リーダ        | 2in1 BモードのメールはWebメール | エリアメール                                               |

### プリインストールiアプリ
- 地図アプリ
- 海外旅行便利ツール
- Gガイド番組表リモコン
- DCMXクレジットアプリ
- ケータイクレジットiD
- iアプリバンキング
- デコメをつくろう
- PLATINUM SURIKI（N706iIIには非搭載）
- FOMA通信環境確認
- Gガイド番組表リモコン
- 楽オク出品アプリ

### ワンセグ機能
- クイックインフォ

## 歴史

### N705i
- 2007年10月31日 - 電気通信端末機器審査協会（JATE）通過
- 2007年11月1日 - D905i・D705i・D705iμ・F905i・F705i・N905i・N905iμ・N705i・N705iμ・P905i・P905iTV・P705i・P705iμ・PROSOLID μ・SH905i・SH905iTV・SH705i・SO905i・SO905iCS・SO705i・L705i・L705iX・NM705iの開発が発表
- 2007年11月8日 - 技術基準適合証明（TELEC）通過
- 2007年12月1日 - 限定モデルN705i Limited Edition 5000を5000台限定でリアル・フリートのサイトで予約受付
- 2007年12月27日 - NTTドコモ東海及び九州エリアで限定色のsakuraの発売を発表
- 2008年1月10日 - 報道関係者向けの内覧会で実機を公開
- 2008年1月22日 - NTTドコモ関西エリアでも限定色のsakuraの発売を発表
- 2008年2月1日 - 発売開始
- 2008年2月23日 - NTTドコモ九州エリアで限定色sakura発売開始
- 2008年2月26日 - NTTドコモ東海エリアで限定色sakura発売開始
- 2008年3月1日 - NTTドコモ関西エリアで限定色sakura発売開始

### N706iII
- 2008年4月23日 - 技術基準適合証明（TELEC）通過
- 2008年5月20日 - 電気通信端末機器審査協会（JATE）通過
- 2008年8月26日 - 発売を発表
- 2008年8月30日 - 発売開始